# L'inizio del cammino
L'inizio del cammino (Walkabout) è un film del 1971 diretto da Nicolas Roeg, tratto dal romanzo La grande prova di James Vance Marshall, presentato in concorso al 24º Festival di Cannes.

## Trama
Adelaide, Australia. In una casa con piscina, in periferia, abita una coppia con due figli: l'uomo lavora in un ufficio nel centro amministrativo moderno della città; la figlia è una teenager che frequenta una scuola superiore, il figlio di sei anni è in una scuola primaria. La città è a poca distanza dal confine del vasto deserto che compone l'outback australiano, il contrasto tra la natura e il paesaggio artificiale e impersonale della città è molto marcato.
Il padre e i due figli si addentrano in automobile nel deserto per un pic-nic, probabilmente è un'abitudine perché sono attrezzati con cestini da vivande e giocattoli. Il bambino scorrazza tra i cespugli e le pietre, la ragazza imbandisce la tovaglia sulla sabbia e il padre rimane seduto in auto a leggere documenti di lavoro. Improvvisamente l'uomo estrae una pistola e senza preavviso spara ai figli. Pronta di riflessi, la ragazzina si mette al riparo insieme al fratello. L'uomo grida, esagitato, continua a sparare, poi estrae la tanica del carburante, dà fuoco all'autovettura e si spara in testa.
Per evitare che il fratellino veda ciò che è successo, la ragazza raccoglie in fretta le vettovaglie del pic-nic e si allontana tenendolo per mano, fingendo che sia un gioco. I due però si perdono immediatamente nella vastità del deserto, senza punti di orientamento. Lei cerca di nascondere al bambino la realtà, gli impone di mantenere il decoro della divisa scolastica che indossano entrambi. Quando cala l'oscurità devono dormire all'aperto, coprendosi con la giacchetta; per il bambino è una piacevole novità, ma il giorno successivo comincia a sospettare che si siano smarriti, e domanda quando torneranno a casa. La sorella mostra lucidità e sangue freddo ma in realtà non sa dove andare. La stanchezza si fa sentire, e anche il caldo. In maniche di camicia, con la pelle bruciata dal sole, i due attraversano esausti una distesa di sabbia.
Finalmente vedono una piccola oasi di acqua sorgiva. Si fermano a riposare. La ragazza lava diligentemente le divise e le camicie, il fratellino gioca nell'acqua. Si sdraiano a dormire all'ombra, il mattino dopo però lo stagno è scomparso, assorbito dalla sabbia. Stanno per farsi prendere dal panico, quando vedono avvicinarsi un ragazzo aborigeno con lancia e bastone. È un giovane che sta compiendo il suo walkabout, l'iniziazione alla maturità, durante la quale deve mantenersi in vita per un periodo contando unicamente sulle proprie forze.
La comunicazione fra i tre è quasi impossibile, il ragazzo non parla una parola di inglese; a gesti il bambino gli fa capire che hanno bisogno di acqua, basta perforare con una canna forata il terreno sabbioso e aspirare per bere. I due fratelli seguono il giovane aborigeno, che cucina anche per loro la fauna locale che ha cacciato: rettili di piccole dimensioni, un wombat e un canguro. La disciplina si rilassa; vedendo che il ragazzo è praticamente nudo, il bambino rifiuta di rimettere la camicia. Il mattino dopo è ricoperto di ustioni per via del sole inclemente, la sorella lo rimprovera.
I fratelli seguono come un'ombra il ragazzo nero, è la loro unica speranza di tornare a casa anche se non riescono a fargli capire cosa vogliono. Lo sguardo della ragazza cade spesso sulle nudità dell'aborigeno. Passano accanto a piccoli insediamenti abitati, senza vederli né essere visti. Tra i due adolescenti si nota una certa tensione sessuale, in modo particolare quando trovano una pozza d'acqua sorgiva e fanno il bagno insieme, completamente nudi. Il ragazzo li guida a una roccia dove aggiunge i propri disegni alle pitture rupestri già presenti, insegna ai due a ricoprire la pelle delle braccia di illustrazioni a colori vivaci. Più avanti raccolgono un pallone atmosferico rilasciato da una équipe di meteorologi che lavora poco distante, sempre senza entrare in contatto visivo, quindi giungono a una fattoria abbandonata all'avanzare del deserto. Qui si fermano per la notte.
Uscito in cerca di preda, il ragazzo nero vede comparire all'improvviso dei cacciatori in jeep e fucile che massacrano indiscriminatamente animali di grossa taglia. Sconvolto e arrabbiato, torna alle baracche sfondate della fattoria, dove vede per caso la ragazza a seno nudo, mentre si riveste dopo aver lavato gli indumenti. Il giovane si dipinge il corpo e il volto con pitture rituali e piume animali, e inscena una complicata danza di corteggiamento. Lei non capisce, ha paura, si nasconde all'interno dell'edificio; il giovane continua a danzare tutta notte, fino all'esaurimento, finché non riesce più a muoversi dalla stanchezza.
Al mattino, al risveglio dei fratelli, il ragazzo non c'è più; pensano sia andato via, ma quando escono lo trovano impiccato a un albero. I due scoprono di essere vicini a una strada asfaltata. La seguono e arrivano a una miniera abbandonata, dove trovano un custode piuttosto scostante e aspettano che qualcuno arrivi finalmente a prenderli.
È passato qualche anno. La ragazza si è sposata e aspetta a casa che il marito ritorna dal lavoro; lui le racconta dei rapporti con i colleghi, lei è distratta, si vede dal suo sguardo che pensa ad altro. Infatti nei suoi occhi scorrono i ricordi dell'unica volta in cui le è stato permesso di sfuggire a questa vita artificiale, e si vede nuotare nuda e felice insieme al fratellino e al loro amico di colore, nella fonte d'acqua sorgiva. È stato il suo walkabout verso la vita adulta, l'esperienza profonda che l'ha cambiata in maniera irreversibile.

## Critica
Walkabout, primo film diretto da Nicolas Roeg, già apprezzato direttore della fotografia (per esempio, Fahrenheit 451 di François Truffaut), dopo l'esperienza della co-regia di Sadismo (performance), è un esordio tra i più sorprendenti del cinema inglese. Al cuore di questo film di un virtuosismo fotografico che lascia a bocca aperta c'è il contrasto tra la moderna civiltà urbanizzata, di modello europeo (o americano), e la vita secondo i ritmi della natura: inizia con panorami mozzafiato e termina come un'intensa parabola sul confronto tra culture e sull'educazione alla morte.
Inquietante, disturbante nelle scene con gli animali, pervaso da un sottile erotismo, accosta il fascino visuale dell'outback australiano, un deserto pieno di colori, con il coraggio di una sperimentazione inusuale sia per gli anni settanta, soprattutto perché si tratta di un film d'esordio. Molti sono gli elementi di disturbo, che appaiono comunque come ideale continuazione delle istanze della new wave britannica: per quanto riguarda l'elemento aborigeno, nativo australiano, il film pratica una scelta di totale, crudo realismo; le scene di caccia sono non solamente realistiche ma reali, gli animali vengono uccisi e squartati davvero (da notare che in alcune di queste scene il regista mette in pratica il montaggio intellettuale teorizzato da Sergej Michajlovič Ėjzenštejn, con la contrapposizione tra il canguro macellato dal giovane nero e la porzionatura di un bovino da parte di un macellaio, che fa emergere il confronto tra la violenza di chi uccide per sopravvivere e quella compiuta senza necessità, come la caccia). Altro particolare perturbante è la quantità delle scene di nudo, sottilmente morbose anche se sempre strettamente funzionali all'estetica e all'ideologia del film; oggi questo sarebbe impensabile, soprattutto perché l'attrice principale, Jenny Agutter, al momento delle riprese (1969) aveva 17 anni (quando la pellicola fu distribuita ne aveva già compiuti 18). A parte l'insistenza su particolari erotici, comunque visti come parte dello “stato di natura” contrapposto alla civiltà urbana, si può anche interpretare in senso romantico l'attrazione del ragazzo nero verso la ragazzina.
Tutto ciò fa sì che Walkabout sia un film di impressionante impatto estetico ed emotivo: contiene una critica dello sfruttamento del mondo naturale da parte della cultura occidentale, eppure possiede una vaghezza evocativa sbilanciata verso la poesia piuttosto che in direzione “didattica”. Il film gioca la sua carta estetica attraverso la capacità di Roeg di riprodurre visivamente i fantastici colori del deserto, della natura, anche grazie a un uso memorabile dello zoom che rivela la solitudine del paesaggio intorno ai personaggi: panorami d'incomparabile bellezza abbracciati dall'obiettivo macro seguiti da carrellate in avanti fino a primi piani sugli attori e soprattutto sugli animali, colori naturalmente saturi e perfino in qualche caso usando ralenti e cambio di direzione. La funzione decorativa, estetica, non è mai scollata dalla storia che racconta, e in questo senso l'aspetto più ideologico del film è il contrasto tra le sterili visioni urbane di Adelaide e la composizione fotografica degli splendidi paesaggi dell'outback; è evidente quindi che il regista e il suo sceneggiatore Edward Bond non sono interessati soltanto al meccanismo narrativo del genere drammatico.

## Riconoscimenti
- 1972 - Semana Internacional de Cine de Valladolid
  - Premio Ciudad de Valladolid